# Nuottijärvi (sjö i Lappland, lat 66,30, long 28,30)
Nuottijärvi är en sjö i Finland. Den ligger i kommunen Posio i landskapet Lappland, i den norra delen av landet, 700 km norr om huvudstaden Helsingfors. Nuottijärvi ligger 248,7 meter över havet. Den är 7,3 meter djup. Arean är 26,1 hektar och strandlinjen är 3,25 kilometer lång. Sjön  ingår i Kemi älvs huvudavrinningsområde. 